# 정용달
정용달(鄭容達, 1961년 ~)은 제44대 부산지방법원장을 지낸 법조인이다.

## 생애
1961년 대구광역시에서 태어나 경북사대부고와 서울대학교 법학과를 졸업한 뒤, 27회 사법시험에 합격하여 사법연수원을 17기로 수료하였다. 이후 대구지방법원 부장판사, 부산고등법원 부장판사 등을 거쳐 2019년에 제44대 부산지방법원장에 취임하였다. 대구지방변호사회가 선정한 우수법관으로 선정된 이력이 있으며, 대구법원 합창단의 초대 회장을 맡는 등 문화예술 전문가로 알려져 있다.